# Condado de York (Virginia)
El condado de York (en inglés, York County) es un condado del estado de Virginia, Estados Unidos. Según el censo de 2020, tiene una población de 70 045 habitantes.
La sede del condado es Yorktown.

## Geografía
Según la Oficina del Censo, el condado tiene un área total de 557 km², de la cual 271 km² son tierra y 286 km² son agua.

### Condados adyacentes
- Condado de Gloucester (noreste)
- Condado de Mathews (este)
- Condado de Northampton (oeste)
- Ciudad de Hampton (sur)
- Ciudad de Newport News (suroeste)
- Condado de James City (oeste)
- Ciudad de Williamsburg (oeste)

## Demografía
Según el censo de 2000, los ingresos medios de los hogares del condado eran de $57,956 y los ingresos medios de las familias eran de $64,892. Los hombres tenían unos ingresos medios de $42,948 frente a $28,713 para las mujeres. Los ingresos per cápita eran de $24,560. Alrededor del 3.50% de la población estaba por debajo del umbral de pobreza.
De acuerdo con la estimación 2015-2019 de la Oficina del Censo, los ingresos medios de los hogares del condado son de $91,956 y los ingresos medios de las familias son de $105,961. Los ingresos per cápita en los últimos doce meses, medidos en dólares de 2019, son de $41,201. Alrededor del 5.8% de la población está por debajo del umbral de pobreza.

## Localidades

### Comunidades no incorporadas
- Dare
- Grafton
- Lackey
- Lightfoot
- Seaford
- Tabb
- Yorktown